# Benene under Bænken
Benene under Bænken også kaldet Vagabondens Hævn er en dansk stum komediefilm fra 1912 produceret af Nordisk Films Kompagni efter manuskript af Arvid Ringheim. Filmens instruktør er ukendt.

## Handling
Det ringer på døren hos en ung kvinde, der er ved at gøre sig ung og yndig. Det er en vagabond, der tigger lidt penge, men den unge kvinde smækker døren i hovedet på vagabonden. Da vagabonden senere ser kvinden gå tur med sin lille hund, lægger han en plan. Vagabondens hævn vil sikkert få den unge kvinde til ikke igen at afvise en tiggende vagabond.

## Medvirkende
- Frederik Buch